# عبد الله بن أريقط
عبد الله بن أرَيْقط الليثي، ثم الديِّلي الكناني هو دليل النبي محمد ومرافقه في طريق هجرته من مكة إلى مدينة يثرب التي سُميت بعد ذلك بالمدينة المنورة. حيث أوصله إلى المدينة المنورة عن طريق الساحل، ولما رجع عبد الله بن أريقط إلى مكة أخبر عبد الله بن أبي بكر الصديق بوجود ابيه في المدينة المنورة، فخرج عبد الله بعيال أبي بكر، وصحبهم طلحة بن عبيد الله حتى قدموا المدينة المنورة.

## دينه
- لم يكن عبد الله بن أريقط مسلمًا بل كان على دين قريش،[1] فعن عائشة بنت أبي بكر قالت:[3] «وَاسْتَأْجَرَ رَسُولُ اللَّهِ صَلَّى اللَّهُ عَلَيْهِ وَسَلَّمَ رَجُلا مِنْ بَنِي الدَّيْلِ ثُمَّ مِنْ بَنِي عَبْدِ بْنِ عَدِيٍّ هَادِيًا خَرِيتًا، وَالْخَرِيتُ الْمَاهِرُ بِالْهِدَايَةِ، قَدْ غَمَسَ يَمِينَ حِلْفٍ فِي آلِ الْعَاصِ بْنِ وَائِلٍ وَهُوَ عَلَى دِينِ كُفَّارِ قُرَيْشٍ، فَأَمَّنَاهُ فَدَفَعَا إِلَيْهِ رَاحِلَتَيْهِمَا، وَوَاعَدَاهُ غَارَ ثَوْرٍ بَعْدَ ثَلاثِ لَيَالٍ، فَأَتَاهُمَا بِرَاحِلَتَيْهِمَا صَبِيحَةَ لَيَالٍ ثَلاثٍ، فَارْتَحَلَ رَسُولُ اللَّهِ صَلَّى اللَّهُ عَلَيْهِ وَسَلَّمَ، وَأَبُو بَكْرٍ وَعَامِرُ بْنُ فُهَيْرَةَ وَالدَّلِيلُ الدَّيْلِيُّ فَأَخَذَتْهُمْ طَرِيقُ السَّاحِلِ»
- قال البعض أنه أسلم فيما بعد، فقد عده الذهبي من الصحابة.[1]
- جزم عبد الغني المقدسي والنَّووي أنه لم يسلم.[1]